# Hots On for Nowhere
"Hots On for Nowhere" é uma canção da banda britânica de rock Led Zeppelin. Lançada em seu sétimo álbum de estúdio Presence, em 31 de março de 1976.
Essa música nunca foi tocada ao vivo pelo grupo em shows do Led Zeppelin. No entanto, Jimmy Page mais tarde tocou ela com The Black Crowes em sua turnê nos Estados Unidos em 2000.

## Crédito
- Robert Plant - vocais
- Jimmy Page - guitarra
- John Paul Jones - baixo
- John Bonham - bateria

## Ligações Externas
- «Página oficial do Led Zeppelin» (em inglês)